# Dia de la Regió Càntabra
El Dia de la Regió Càntabra és el dia simbòlic de Cantàbria. Se celebra el segon diumenge d'agost anualment, en la localitat de Cabezón de la Sal.

## Història
Des de 1964, se celebrava el Dia de la Muntanya a Cabezón de la Sal. Més endavant, fou conegut com a Dia de Cantàbria. El 1971 el Dia de Cantàbria fou declarat Festa d'Interès Turístic Nacional.
Mitjançant Decret de la Presidència 38/1983, de 19 de juliol, s'establí l'actual Dia de la Regió Càntabra.